# Luis Moro

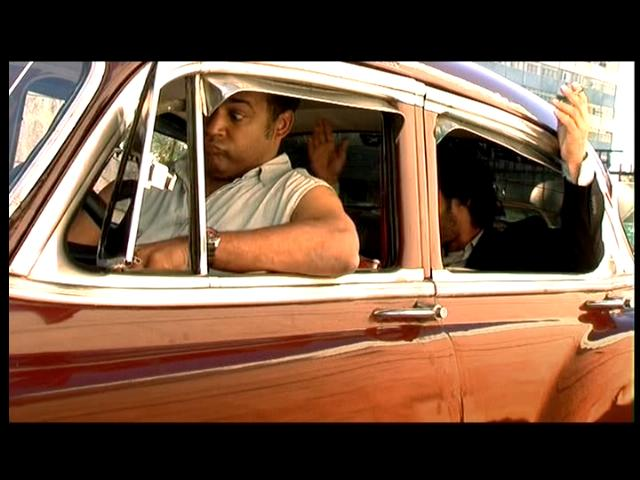
Moro in Love & Suicide

Luis Moro (* 2. Januar 1964) ist ein kubanisch-amerikanischer Schauspieler, Filmproduzent und Drehbuchautor. 
Bekannt wurde Moro mit dem Film Anne B. Real, in dem er mitspielte und den er selbst produzierte. Weitere Arbeiten, an denen er mitwirkte, sind Love & Suicide, King of the Ants, 3000 Miles to Graceland und The Siege (deutscher Titel: Ausnahmezustand).

## Auszeichnungen
- Independent Spirit Awards 2004 für Hollywood-unabhängige Filmproduktionen